# Північний союз (Японія)

Емблема Північного союзу

Північний союз (яп. 奥羽越列藩同盟, おううえつれっぱんどうめい, оуецу реппан домей, «союз ханів Муцу, Деви та Етіґо») — воєнно-політичний союз анти-Імператорських ханів Північної Японії у громадянській війні 1868—1869 років. Існував з червня по жовтень 1868 року.

## Короткі відомості

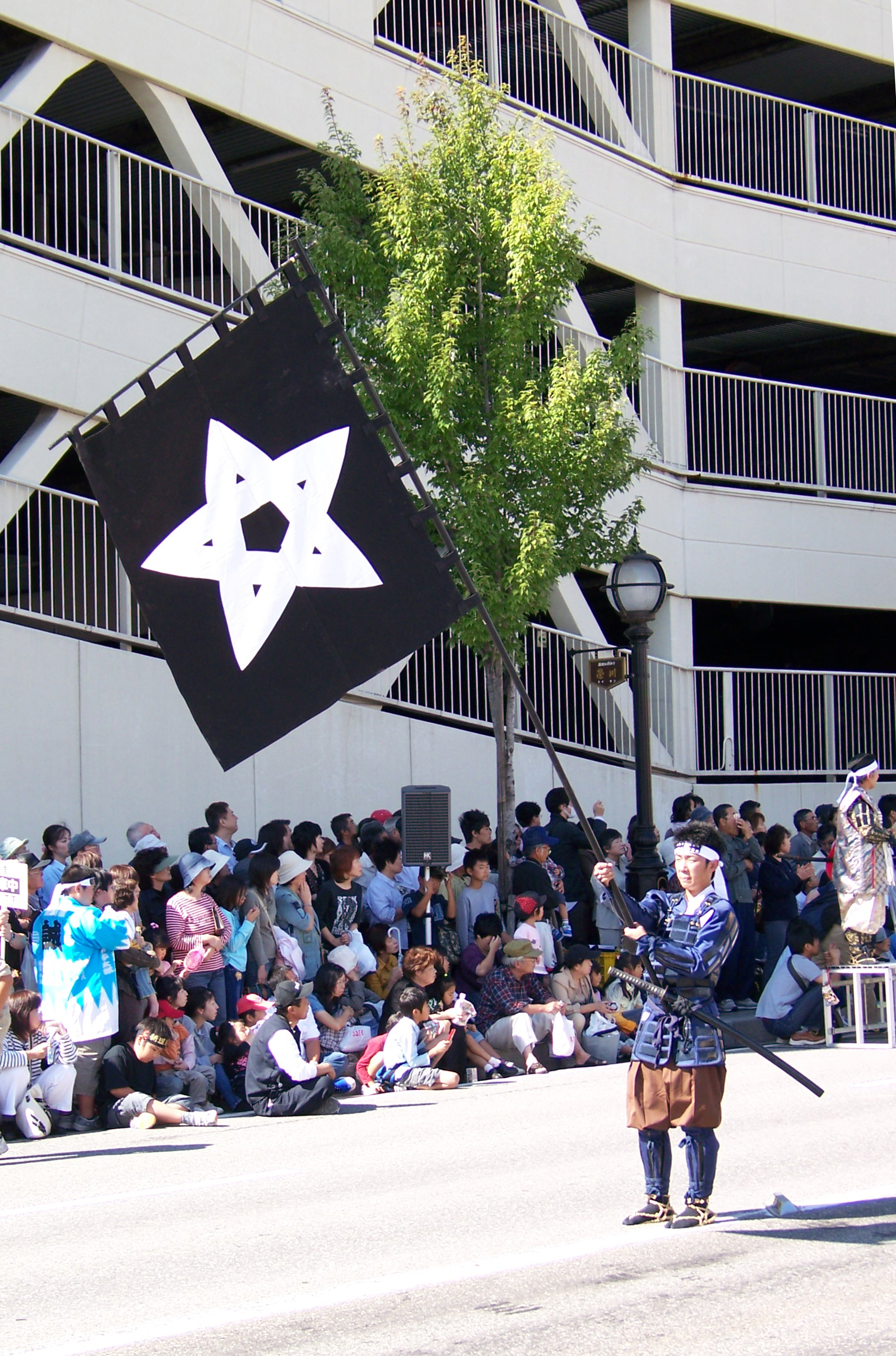
Прапор Північного союзу на параді Айдзу 2006 року

На початку 1868 року в Японії спалахнула громадянська війна між новим Імператорським урядом та прибічниками ліквідованого сьоґунату Токуґава. В березні уряд відправив до генерал-губернатора Північної Японії Кудзьо Мітітіки двох радників — Ояму Цунайосі з Сацума-хану та Серу Сюдзо з Тьосю-хану з наказом розпочати каральний похід проти Айдзу-хану, оплоту прибічників колишнього сьоґунату. Проте генерал-губернатор і хани регіону проігнорували наказ, провели нараду в Сіроїсі та вирішили допомогти Айдзу в боротьбі з Імператорським урядом.
22 червня 1868 року представники 25 ханів провінцій Муцу і Дева зібралися у Сендаї та уклали воєнно-політичний союз на чолі з Сендай-ханом. Згодом до нього приєдналося 6 ханів провінції Етіґо під проводом Наґаока-хану. Утворився Північний союз, який в японській історіографії отримав назву «союз ханів Муцу, Деви та Етіґо». Його рада розташовувалася в Сіроїсі, а військове відомство у Фукусімі. Союз відкрито виступив проти Імператорського уряду і прийняв до своїх лав самурайські загони, які зазнали ряд поразок від Імператорських військ в Центральній Японії.
У червні союз набув ознак регіонального державного утворення, після того як його очолив принц Кітасіракава Йосіхіса, що перебував в опозиції до Імператорського уряду. Високопосадовці союзу планували проголосити принца північнояпонським Імператором, генерал-губернатора — прем'єр-міністром, голову Сендай-хану Дате Йосікуні — тимчасовим сьоґуном, а голову Айдзу-хану Мацудайру Катаморі — віце-сьоґуном.
В червні 1868 року Імператорські війська підкорили регіон Канто і розпочали пацифікацію Північної Японії. Сили Північного союзу не мали єдиного командування та узгодженого плану протидії урядовим військами. Через це Імператорська армія підкорила північні хани один за одним, не зустрічаючи значного організованого супротиву. Більше половина членів полишила союз в ході війни. В листопаді перед урядовими силами капітулювали хани Сендаю і Айдзу, в зв'язку з чим Півнінічний союз припинив існування.